# لیگ آزادگان ۷۱–۱۳۷۰
لیگ آزادگان ۷۱–۱۳۷۰ اولین دوره جام آزادگان و دهمین دوره لیگ فوتبال ایران که توسط فدراسیون فوتبال ایران برگزار شد.
تیم پاس تهران برای سومین بار قهرمان این دوره از رقابت‌ها شد و به مسابقات جام باشگاه‌های آسیا ۹۳–۱۹۹۲ راه پیدا کرد

## حواشی
مسابقات این فصل از لیگ باشگاههای ایران یک سال به طول انجامید. بازیها در تیر ماه سال ۱۳۷۰ آغاز شد و در تیر سال بعد به پایان رسید.
به علت عدم برنامه ریزی منظم از سوی فدراسیون فوتبال بازیها از نظم خاصی برخوردار نبودند و به صورت مرتب بازیها به تعویق می‌افتادند.
در این فصل از بازیها پراکندگی بازیها به طوری بود که مثلا استقلال تهران قبل از اینکه بازی رفت را در برابر تیم نساجی مازندران را انجام دهد بازی رفت و برگشت را در برابر تیم تراکتورسازی تبریز انجام داده بود. در بقیه تیمها نیز چنین موارد قابل مشاهده بود.
از دیگر اتفاقات جالب این فصل از لیگ باشگاهی ایران عدم حضور تیم سپاهان در فصل بعد مسابقات بود. تیم سپاهان که در پایان این فصل عنوان ششم جدول را کسب کرد ولی به دلیل عدم کسب مجوز حضور در لیگ در مسابقات انتخابی استان اصفهان از بازیهای فصل بعد محروم شد.

## جدول رده‌بندی
| رده | تیم               | بازی | برد | مساوی | باخت | گلِ‌زده | گلِ‌خورده | امتیاز | توضیحات                              |
| --- | ----------------- | ---- | --- | ----- | ---- | ----- | ------- | ------ | ------------------------------------ |
| ۱   | پاس تهران         | ۲۲   | ۱۴  | ۶     | ۲    | ۳۲    | ۱۱      | ۳۴     | صعود به جام باشگاه‌های آسیا ۹۳–۱۹۹۲   |
| ۲   | استقلال تهران     | ۲۲   | ۱۲  | ۸     | ۲    | ۳۰    | ۱۵      | ۳۲     |                                      |
| ۳   | پرسپولیس تهران    | ۲۲   | ۱۳  | ۵     | ۴    | ۳۰    | ۱۲      | ۳۱     | صعود به جام برندگان جام آسیا ۹۳–۱۹۹۲ |
| ۴   | ملوان بندرانزلی   | ۲۲   | ۹   | ۸     | ۵    | ۲۱    | ۱۱      | ۲۶     |                                      |
| ۵   | جنوب اهواز        | ۲۲   | ۷   | ۸     | ۷    | ۲۵    | ۲۶      | ۲۲     |                                      |
| ۶   | سپاهان اصفهان     | ۲۲   | ۹   | ۴     | ۹    | ۲۰    | ۳۰      | ۲۲     | سقوط به لیگ دسته دوم فوتبال ایران    |
| ۷   | نساجی مازندران    | ۲۲   | ۶   | ۸     | ۸    | ۱۶    | ۲۲      | ۲۰     |                                      |
| ۸   | استقلال اهواز     | ۲۲   | ۶   | ۷     | ۹    | ۲۵    | ۲۳      | ۱۹     |                                      |
| ۹   | کما شیراز         | ۲۲   | ۴   | ۹     | ۹    | ۹     | ۲۱      | ۱۷     |                                      |
| ۱۰  | تراکتورسازی تبریز | ۲۲   | ۵   | ۶     | ۱۱   | ۲۵    | ۳۲      | ۱۶     |                                      |
| ۱۱  | استقلال رشت       | ۲۲   | ۴   | ۷     | ۱۱   | ۱۳    | ۲۱      | ۱۵     | سقوط به لیگ دسته دوم فوتبال ایران    |
| ۱۲  | ابومسلم خراسان    | ۲۲   | ۳   | ۴     | ۱۵   | ۱۴    | ۳۶      | ۱۰     |                                      |

منبع  

## جدول گلزنان
| رتبه | نام               |    | باشگاه      |
| ---- | ----------------- | -- | ----------- |
| ۱    | فرشاد پیوس        | ۱۱ | پرسپولیس    |
| ۲    | حسین خطیبی        | ۱۰ | تراکتورسازی |
| ۳    | علی‌اصغر مدیرروستا | ۹  | پاس         |
| منبع |                   |    |             |

## یادکرد منابع
1. ↑  صداقت، ۱۱۷.
2. ↑  صداقت، ۱۰۷.
3. ↑  صداقت، ۱۰۷.
4. ↑  صداقت، ۱۰۷.
5. ↑  صداقت، ۱۰۷.
6. ↑  احمدی، علی‌اکبر (۱۳۸۸). تاریخچه کامل باشگاه از دوچرخه سواران و تاج تا استقلال. تهران: انتشارات پایگان. ص. ۵۸۳. شابک ۹۷۸-۶۰۰-۵۰۹۶-۵۷-۶.
7. ↑  صداقت، ۱۰۷.
8. ↑  صداقت، ۱۰۷.